# Bernhard Joseph Ritter Anders von Porodim
Bernhard Joseph Anders (* 28. Januar 1752 in Mährisch-Schönberg; † 19. August 1827 in Wien) war ein österreichischer Beamter.

## Leben
Ab 1774 war Anders Aktuar in Prag, ab 1803 erster Assessor der k.k. Bankaladministration, die für das Eintreiben von Steuern und Zöllen zuständig war. Nachdem er sich 1805 um die Rettung staatlicher Gelder verdient gemacht hatte, wurde er 1807 leitender Administrator. Während der Besetzung Wiens durch Napoleon 1809 zeichnete er sich ebenfalls aus. Dafür wurde er 1812 zum Regierungsrat befördert, mit der Zwölffachen Salvator-Medaille ausgezeichnet und in den erblichen Ritterstand mit dem Prädikat „von Porodim“ erhoben.
Neben seiner Beamtentätigkeit erfand er 1796 eine Walzendruckmaschine.
Am 16. Mai 1816 wurde er für die Mitwirkung bei der Regulierung der städtischen Mautgefälle sowie Emporbringung der Fabriken mit Veredelung ihrer Erzeugnisse zum Ehrenbürger von Wien ernannt.